# Only My Heart Talkin'
«Only My Heart Talkin»' es una power ballad interpretada por el músico de hard rock y heavy metal estadounidense Alice Cooper tomada de su álbum Trash (1989). Fue escogida como uno de los cuatro sencillos del álbum (los otros tres siendo "Poison", "House of Fire" y "Bed of Nails").
La canción fue escrita por Alice Cooper, coescrita por Bruce Roberts y Andy Goldmark y producida por Desmond Child. El vocalista de Aerosmith, Steven Tyler, fue invitado a la grabación como vocalista secundario.
La canción ingresó en la posición #89 de las listas de éxitos estadounidenses, sin embargo en Australia el sencillo fue más exitoso, logrando la posición #47.